# Sourunsaari (ö i Norra Savolax)
Sourunsaari är en ö i Finland. Den ligger i sjön Paloisjärvi och Kilpijärvi och i kommunen Idensalmi i den ekonomiska regionen  Övre Savolax ekonomiska region  och landskapet Norra Savolax, i den centrala delen av landet, 400 km norr om huvudstaden Helsingfors. Öns största längd är 1,9 kilometer i öst-västlig riktning.